# 2MASS J09261537+5847212
2MASS J09261537+5847212 ist ein Brauner Zwerg der Spektralklasse T4,5 im Sternbild Großer Wagen. Seine Position verschiebt sich aufgrund seiner Eigenbewegung jährlich um 0,3 Bogensekunden. Er wurde 2002 von Thomas R. Geballe et al. entdeckt.